# 380號州際公路 (加利福尼亞州)
380號州際公路（英語：Interstate 380，簡稱I-380），是美國州際公路系統中80号州际公路在加利福尼亞州的輔助線。全線位於舊金山灣區聖馬刁縣，是280號州際公路與舊金山國際機場間的聯絡道，西端於聖布魯諾由280號州際公路分出，向東至舊金山國際機場與101號美國國道相接，全長1.5哩（2.4公里），380號州際公路雖然屬於I-80的輔助線，但並未與其相交。380號州際公路只有三個交流道：西端與280號州際公路交會；與82號加州州道（皇家大道）交會，以及東端與101號美國國道交會。雖然公路東端是101號美國國道，I-380繼續直行會接上舊金山國際機場的聯絡道路進入航廈區。
380號州際公路又名昆丁·L·卡普高速公路（Quentin L. Kopp Freeway）以紀念聖馬刁縣選出來的卡普州議員。更早之前，這個路段被命名為波多拉高速公路（Portola Freeway）以紀念1769─1770年間發現舊金山灣的西班牙探險家Gaspar de Portolà。
380號州際公路是加州高速及快速公路系統的一部份。

## 未來計畫
380號州際公路原本計畫繼續向西延伸至1号加利福尼亚州州道，但路線穿過聖安德烈亞斯斷層，並且遭到沿線居民的反對，計畫尚未付諸實行。公路西端使用引道導入I-280，主線中止但仍有寬廣的路幅，保有未來延伸線施工的可能性，這個區域目前作為道路維護機具的存放場。加州政府目前仍未放棄興建這個路段，與I-280交會點的出口編號也不使用端點應有的0或1，而是包含延伸路線的5。

## 出口列表
380號州際公路全線位於加利福尼亞州聖馬刁縣。
| 所在城鎮 | 哩程  | 出口編號 | 目的地或服務地區                                                | 備註                                                                 |
| -------- | ----- | -------- | --------------------------------------------------------------- | -------------------------------------------------------------------- |
| 聖布魯諾 | T4.70 | 5A       | 280號州際公路北向，往舊金山                                     | 僅設西向出口和東向入口                                               |
| 聖布魯諾 | T4.70 | 5B       | 280號州際公路南向，往聖荷西                                     | 僅設西向左側出口和東向入口                                           |
| 聖布魯諾 | 5.47  | 5C       | 82號加州州道（皇家大道）                                        | 東向編為5號出口                                                      |
| 聖布魯諾 | 6.37  | 6        | 101號美國國道（灣岸高速公路），往舊金山／舊金山國際機場／聖荷西 | 東向編為：6A出口往南至舊金山國際機場／聖荷西，以及6B出口往北至舊金山 |
| 南舊金山 | 6.76  | 7        | South Airport Boulevard                                         | 僅設東向出口和西向入口                                               |
| 南舊金山 | 6.76  |          | North Access Road                                               | 僅設東向出口和西向入口                                               |